# ミーガン・ルーカン
ミーガン・ルーカン（Megan Lukan、1992年2月14日 - ）は、カナダの女子ラグビー選手。

## プロフィール
- カナダ・トロント出身[1]。
- ポジションはスタンドオフ(SO)。
- 身長 170cm、体重 58kg

## 略歴
2016年、リオ五輪の7人制女子カナダ代表に選ばれて銅メダルを獲得。